# Horst Nonnenmacher
Horst Nonnenmacher (* 1962 in Tübingen) ist ein deutscher Kontrabassist des Creative Jazz und der Weltmusik.

## Leben und Wirken
Nonnenmacher, der den Jazz durch die Plattensammlung seines Vaters kennenlernte, spielte zunächst ab 1979 Hard Rock. Nach dem Abitur zog er nach Berlin, wo er zwischen 1984 und 1989 klassischen Kontrabass an der Hochschule der Künste studierte. Bekannt wurde er als Gründungsmitglied der Association Urbanétique. Später war er  Mitglied von Hannes Zerbes Quartett Bukolik, des Composers’ Orchestra Berlin (für dessen Hörbuch Spazieren in Berlin er auch komponierte) und des  Modern Klezmer Quartett sowie der Gruppe BalkaNova.
Nonnemacher ist auf dem Tonträger Background for Improvisers von Improviser's Pool featuring Sam Rivers und Alexander von Schlippenbach, Jim Black und Andreas Willers ebenso zu hören wie auf CD-Aufnahmen mit Paul Bley, Yves Robert, Mircea Tiberian, Vladimir Karparov, Elliott Sharp oder David Tronzo. Ferner arbeitete er für das Theater, so als  Komponist und Arrangeur der Musiken für den Carmen Miranda Revuepavillon,  sowie für die Varité-Show Mythology oder Mira Miranda von und mit Eutália de Carvalho. Zudem fungiert er als Stimmführer der Kontrabässe Mitglied im Jungen Orchester der FU Berlin und leitet die Band Oktopuzzle. Bis heute hat er zahlreiche Tourneen in Europa, Amerika und Australien absolviert.

## Diskographische Hinweise
- Association Urbanetique Don't Look Back! (Enja, mit Rainer Brennecke, Felix Wahnshuffle, Rainer Robben; 1990)
- Andreas Willers/Horst Nonnenmacher/Michael Griener Blue Collar (Diary of a Working Band) (JazzHausMusik, auch mit Claudio Puntin, Rolf Sudmann; 1997)
- Hanam Quintett At Piggots (Autrecords, mit Alison Blunt, Manuel Miethe, Anna Kaluza, Niko Meinhold; 2015)